# Perchta z Rožmberka
Perchta z Rožmberka (1429 nebo 1430 Český Krumlov – 2. května 1476 Vídeň), Bohuslavem Balbínem ztotožňovaná s „Bílou paní z Rožmberka“, je příkladem české šlechtičny hmotně závislé na manželovi. Perchta byla psychicky ponižována svým manželem Janem (Hanušem) z Lichtenštejna (?–1473) na mikulovském hradu.

## Životopis Perchty z Rožmberka
Perchta z Rožmberka se narodila v době doznívání husitských válek v rodině předního českého šlechtice Oldřicha II. z Rožmberka (1403–1462) a jeho manželky Kateřiny z Vartenberka (?–1434). Perchtinými sourozenci byli tři bratři (Jindřich IV., Jošt II., Jan II.) a tři sestry (Anežka, Ludmila, Kateřina).
Ještě v dětském věku jí zemřela matka (1434), a proto byla svěřena do péče své tety Perchty z Kravař. Mezitím její otec, mocensky soupeřící s Jiřím z Poděbrad, se dostal do finančních potíží, k čemuž později přistoupily i zdravotní obtíže. Nakonec předal správu panství svému synovi Jindřichu IV. z Rožmberka a po Jindřichově smrti (1457) nejmladšímu ze synů Janovi II. z Rožmberka. 
Pro přetrvávající finanční potíže pragmaticky uvažující Jan II. nakonec přijal nabídku Jiřího z Poděbrad a při královské volbě v březnu 1458 mu prodal svůj hlas za 16 000 zlatých. Na jaře 1449 vedly finanční potíže Rožmberky k dojednání zásnub Perchty s Janem V. z Lichtenštejna. Svatba se uskutečnila v říjnu téhož roku. Po ní novomanželé odjeli na panství Lichtenštejnů do Mikulova. Oldřich II. z Rožmberka se novému zeťovi zavázal vyplatit nevěstino věno ve výši 1000 kop českých grošů, ale pro nedostatek hotovosti se nakonec dohodl na postupném splácení této částky. Splátky však vázly, což dále prohloubilo vznikající nepřátelství mezi oběma manžely. 
Uvádí se, že Perchta byla ubytována v malé hradní síni, bez otopu a bez peřin. Na těchto ústrcích se podílela i Janova matka Hedvika z Pottendorfu a její dcery Barbora a Alžběta. Perchta se proto obrátila s prosbou o pomoc, a to především pro nedostatek peněz, na své sourozence žijící v Českém Krumlově. Účinné pomoci se jí však nedostalo. Uvádí se, že se v její prospěch zasadil i král Jiří z Poděbrad. 
Přes toto utrpení Perchta Janovi z Lichtenštejna porodila dvě děti, dceru a syna. Její utrpení skončilo až po manželově smrti v roce 1473. Uvádí se, že krátce před svou smrtí Jan V. z Lichtenštejna požádal Perchtu o odpuštění za příkoří, která jí způsobil. Perchta však odmítla mu odpustit, za což ji proklel. Lidé si proto začali vysvětlovat zjevování se postavy v bílém oděvu v prostorách krumlovského zámku a v tamní jezuitské koleji jako bloudění Perchtiny duše. Krátce před manželovou smrtí se sice Perchta mohla vrátit do rodného Krumlova, ale šťastnějších dní života si zde dlouho neužila. Následně odešla do Vídně, kde již v roce 1476 zemřela. Přitom přežila obě své děti. Byla pohřbena v rodinné hrobce Lichtenštejnů nacházející se ve vídeňském kostele Panny Marie při klášteře skotských františkánů.

## Perchtiny dopisy a Bohuslav Balbín
Z doby Perchtina pobytu v Mikulově se dochovalo 32 dopisů, ve kterých se obrací na otce, a později i na bratry Jindřicha a Jana, se žádostí o pomoc, a to nejen morální, ale především finanční. Těchto dopisů nacházejících se v rožmberském archivu v Třeboni si všiml historik a jezuitský kněz Bohuslav Balbín (1621–1688). Ten po přečtení smutných příběhů obsažených v Perchtiných dopisech nabyl dojmu, že právě tato šlechtična může být onou Bílou paní pánů z Rožmberka. Balbín dokonce „identifikoval“ její portrét mezi obrazy nacházejícími se v obrazové galerii zámku v Jindřichově Hradci. Žena na tomto obraze je sice oblečená do bílých šatů, pocházejících však z doby mnohem pozdější, což si Balbín neuvědomil. A tak se listy Perchty z Rožmberka staly základem tradičního spojení této šlechtičny s postavou rožmberské Bílé paní.

## Domnělé portréty Perchty z Rožmberka

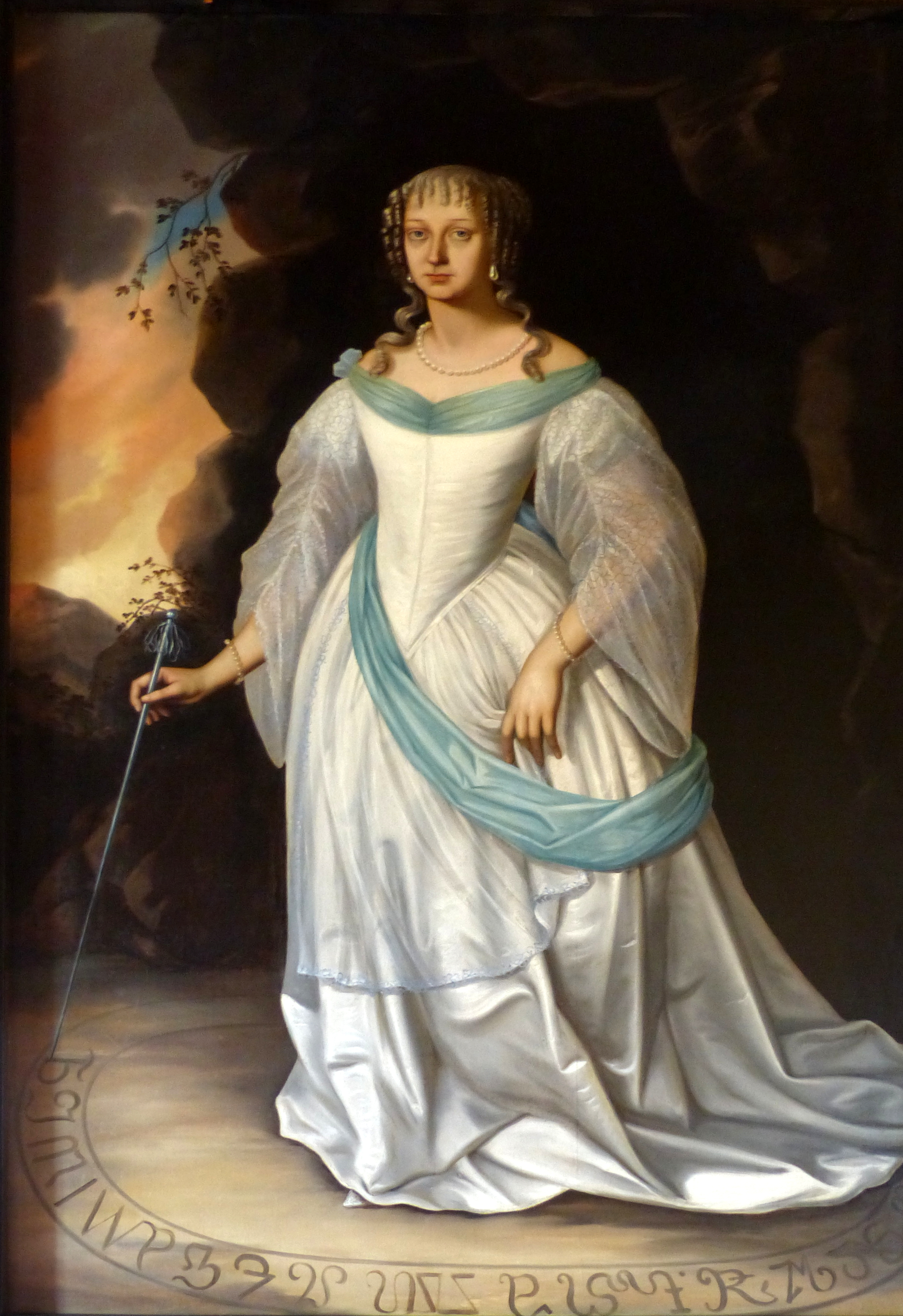
Romantický Portrét Perchty z Rožmberka (19. století; hrad Rožmberk, Rožmberk nad Vltavou)

Bohuslav Balbín ve svém úsilí ztotožnit smutný osud Perchty z Rožmberka s Bílou paní rožmberskou neváhal identifikovat i její portrét v galerii jindřichohradeckého zámku. Jednalo se však o fiktivní portrét šlechtičny, jejíž oblek odpovídal módě z konce 16. století. Do počátku 17. století je kladen údajný Perchtin portrét nacházející se na státním zámku v Telči. Na tomto portrétu je mladá žena oblečena rovněž do bílých šatů, snad zásnubních či svatebních, leč španělské módy z poslední třetiny 16. století. Jako pandán k tomuto obrazu existuje na telčském zámku i údajný portrét Jana V. z Lichtenštejna ze 40. let 16. století. Obrazy však nevznikly ve stejné době. Oba byly dodatečně upravovány tak, aby si svými rozměry odpovídaly jako obrazy protilehlé. Předpokládá se, že autorem tohoto Perchtina obrazu zvaného též jako Portrét mladé dívky v renesančním oděvu je některý z dvorních malířů císaře Rudolfa II. Další fiktivní portrét Perchty z Rožmberka je vystaven na hradě Český Krumlov a je datován do 16. století. Obraz pravděpodobně pochází ze v té době módní obrazové galerie předků. Poslední z Perchtiných portrétů dávaných do souvislosti s Bílou paní rožmberskou se nachází na hradě a zámku Rožmberk v Rožmberku nad Vltavou. Tento obraz byl však namalován až v 19. století. Jeho autorem je Bedřich Ströbl (1814–?). Její obraz na hradě Rožmberk obsahuje tajemný nápis v písmě enochian, který ve svých osobních denících zmiňují už alchymisté rudolfínské doby John Dee a Edward Kelley.
Perchtiny dopisy dokládají, že těžký život v bídě a ponižování se ve středověku netýkalo jen žen pocházejících z chudých společenských vrstev, ale i z řad šlechtičen pocházejících z těch nejvyšších společenských kruhů. Perchtin příběh je díky dopisům a domnělým portrétům Perchty z Rožmberka spojován s Bílou paní rožmberskou. A tak i díky vykonstruovaným závěrům Bohuslava Balbína zůstal živým až do dnešní doby.

## Knižní vydání a literární zpracování
- Dopisy Perchty z Rožmberka byly vydány pod titulem Listy Bílé paní rožmberské (Panorama, 1985)
- Románovou formou zpracovala příběh Eda Kriseová – Perchta z Rožmberka aneb Bílá paní (Paseka, 2004)
- Román vydala též Jaroslava Černá – Perchta z Rožmberka – prokletí Bílé paní (Alpress, 2015)